# Episodi di Wanted (serie televisiva australiana) (seconda stagione)
La seconda stagione della serie televisiva Wanted, composta da 6 episodi, è stata trasmessa sul canale australiano Seven Network dal 5 giugno al 3 luglio 2017.
In Italia, la stagione è stata interamente pubblicata il 24 ottobre 2017 su Netflix.
| nº | Titolo originale | Titolo italiano | Prima TV Australia | Pubblicazione Italia |
| -- | ---------------- | --------------- | ------------------ | -------------------- |
| 1  | Episode 1        | Episodio 1      | 5 giugno 2017      | 24 ottobre 2017      |
| 2  | Episode 2        | Episodio 2      | 5 giugno 2017      | 24 ottobre 2017      |
| 3  | Episode 3        | Episodio 3      | 12 giugno 2017     | 24 ottobre 2017      |
| 4  | Episode 4        | Episodio 4      | 19 giugno 2017     | 24 ottobre 2017      |
| 5  | Episode 5        | Episodio 5      | 26 giugno 2017     | 24 ottobre 2017      |
| 6  | Episode 6        | Episodio 6      | 3 luglio 2017      | 24 ottobre 2017      |

## Episodio 1
- Titolo originale: Episode 1
- Diretto da: Rob Sarkies
- Scritto da: Timothy Hobart

### Trama
Chelsea e Lola hanno il problema di dover arrivare in Thailandia, dove David è tenuto sotto sequestro, senza poter usare i passaporti. L'unica soluzione è una nave container che mette a dura prova la loro resistenza fisica, soprattutto quella di Lola che vomita di continuo. Approdate a Bangkok, si confrontano con Tan, il contatto di David sul posto, che le sistema in hotel e indica loro dove abita il ragazzo. Chelsea prova a tranquillizzare Lola, talmente agitata da aver messo paura a Vincent, un amico di David che avrebbe potuto aiutarle. Lola riceve l'attesa telefonata di Morrison, l'uomo che ha fatto rapire David, il quale le dà appuntamento per il giorno seguente in un parco pubblico.
Lola si lancia all'inseguimento della macchina su cui ha visto David, senza riuscire a raggiungerla, ma quanto meno ha tenuto la chiavetta che tanto interessa a Morrison. Chelsea e Lola chiedono a un tecnico di esaminarla, scoprendo che fa riferimento a un caveau di sicurezza bancario. Grazie a una fortunata casualità, le due donne si imbattono nella macchina dei rapitori di David, riuscendo a capire dove è detenuto. Morrison ricorda a David che ha contratto debiti di gioco con persone molto pericolose e lui lo sta tenendo al sicuro da loro. Chelsea suggerisce di rivolgersi alla polizia per liberare David, ma Lola non ha la minima intenzione di mettere il figlio in pericolo.
In Australia, Ray insiste per ottenere il trasferimento di prigione, affermando di essere pronto a collaborare con le autorità. Durante il trasporto David fa fermare il blindato con la scusa di un attacco epilettico, ma quando il mezzo arriva in ospedale del detenuto non ci sono più tracce. A Bangkok, Chelsea e Lola sfruttano un gruppetto di bambini per introdursi da David. Chelsea fa scoppiare dei petardi dei bambini per distrarre i malavitosi e fuggire, nascondendosi tra la folla. Mentre stanno salendo a bordo di un taxi, David è colpito alla spalla da un proiettile.

## Episodio 2
- Titolo originale: Episode 2
- Diretto da: Rob Sarkies
- Scritto da: John Ridley

### Trama
David viene trasportato al porto, dove Tan conosce un medico che può operarlo sul posto, senza andare in ospedale ed essere facilmente rintracciato dagli uomini di Morrison. Il ragazzo supera l'operazione, con il proiettile che fortunatamente non ha lesionato organi vitali, e Lola offre a Chelsea l'ennesima occasione di interrompere la sua fuga, anche stavolta inascoltata. Per vendetta Morrison ordina l'omicidio di Jim, il padre di Lola, e la avverte che, se non gli consegnerà la chiave, le prossime saranno sua sorella Donna e Chelsea. Lola decide di andare in Nuova Zelanda per chiudere il cerchio con Morrison, usando i passaporti, e Chelsea insiste per venire con lei. Ray raggiunge sua moglie Karen, con cui è in rotta da quando è cominciata questa storia, mettendola in guardia dal padre Morrison che ha tentato di ucciderlo in prigione.
Atterrate in Nuova Zelanda, Chelsea e Lola accedono alla cassetta di sicurezza e ne prelevano il contenuto, senza sapere che l'addetta ai controlli ha fatto una telefonata. Nella cassetta è presente soltanto una pistola con il numero di serie cancellato. Chelsea telefona al padre Anthony che la esorta a interrompere la fuga e farsi curare, alludendo a un problema di salute che la ragazza ha sin qui nascosto. Informato da un contatto all'Interpol che le fuggitive si trovano in Nuova Zelanda, Ray si accorda con Morrison per far avere un'identità segreta a Karen e ai figli in cambio di questa preziosa informazione. Al pub Chelsea si esibisce al karaoke, stupendo Lola e i presenti con la sua splendida voce. In Thailandia, David è raggiunto da Vincent che lo obbliga a restituirgli dei soldi, concedendogli ventiquattro ore di tempo per trovarli.
Chelsea ha fatto colpo su Will, un ragazzo conosciuto al pub, che vorrebbe bere qualcosa con lei in hotel. Nel frattempo, Lola apprende da Internet che Ray è fuggito dal carcere ed è il genero del ricco immobiliarista Morrison. Ascoltando Morrison in un video, Lola riconosce la voce di colui con il quale ha parlato al telefono in Thailandia. Will non è affatto uno sconosciuto incontrato per caso, bensì qualcuno interessato alla pistola che lei e Lola avevano precedentemente nascosto in una conduttura aerea della stanza. Quando Lola arriva in albergo, Will se ne è andato e con Chelsea scopre che la pistola è sparita, oltre ai loro effetti personali e al passaporto. Ragguagliata Chelsea sulle scoperte appena fatte riguardo Ray e Morrison, Lola non vede alternative al ritrovare Will e riprendersi le proprie cose. Intanto, Ray è atterrato in Nuova Zelanda.

## Episodio 3
- Titolo originale: Episode 3
- Diretto da: Rob Sarkies
- Scritto da: John Ridley

### Trama
Chelsea e Lola rintracciano l'abitazione di Will, scoprendo da dove proveniva l'ultima telefonata ricevuta. Ray è sulle loro tracce e, saputo dalla casellante della stazione che sono salite a bordo di un treno, insegue il convoglio in auto. Lola vuole sapere da Chelsea come mai al pub è uscita dal bagno con il rossetto, avendo già manifestato una strana infatuazione per questo accessorio durante la loro fuga. Chelsea non si sbilancia, ma si intuisce che la telefonata con il padre l'ha turbata. David si butta anima e corpo nel gioco d'azzardo per racimolare la cifra da dare a Vincent. Ray sale a bordo del treno. Quando se ne accorgono, Chelsea e Lola approfittano di una sosta del convoglio per scappare su una macchina turistica. Will esamina gli oggetti sottratti a Chelsea e contatta Morrison, minacciandolo di consegnare tutto alla polizia se non verrà pagato.
Chelsea e Lola trovano la macchina di Will cappottata fuori strada, ma l'uomo ha abbandonato il veicolo a piedi. Seguendo le orme lo raggiungono in una baita, dove riprendono le loro cose tranne la pistola che l'uomo dice di aver perso al momento dell'incidente. Will smentisce di lavorare per Morrison e si dice dispiaciuto per come si è comportato con Chelsea, anche se non è lui a circolare con un passaporto falso. Lola torna da una perlustrazione, interrompendo un momento di quasi intimità tra Chelsea e Will. Costui rivela che Morrison trent'anni prima ha ucciso i suoi genitori e la pistola è l'arma usata per il duplice omicidio, sulla quale ci sono le impronte dell'assassino. Entrate in possesso dell'arma, Chelsea non vorrebbe abbandonare Will e Lola la accusa di essersi innamorata. Durante il turno di guardia, Chelsea ripensa al rapporto speciale avuto con la madre all'origine dei suoi turbamenti.
Il mattino seguente, proprio quando stanno per lasciare la baita, arriva Ray e inizia a sparare. Lola risponde al fuoco, ma non riesce a colpirlo e tratta la consegna della pistola, urlando che il padre di Will aveva dato la sua parola a Morrison. Will si libera e scappa dalla baita, venendo braccato da Ray che sta per sparargli, quando interviene Lola che lo mette in fuga. Chelsea schiaffeggia Will per aver mentito e Lola riceve un messaggio da David che dice di essere nei guai.

## Episodio 4
- Titolo originale: Episode 4
- Diretto da: Peter Salmon
- Scritto da: John Ridley

### Trama
Chelsea e Lola sono costrette a portarsi dietro Will, dato che sa troppe cose sul loro conto e potrebbe denunciarle alla polizia. Riuscita a mettersi in contatto con David, Lola apprende che il figlio è scappato da Morrison ed è ora nascosto al sicuro, anche se il povero Tan è stato ucciso dai sicari. Senza i passaporti, Chelsea e Lola hanno urgente bisogno di soldi per pagare un volo a David, motivo per cui rapinano un negozio di giochi sessuali mascherate da animali esotici. Ray ha premura che Morrison mantenga la sua parte dell'accordo e l'immobiliarista stabilisce di incontrarsi per recuperare la pistola. Lola si sente in colpa per aver esposto la sorella Donna a un grande pericolo, costringendola a vivere nascosta da potenziali pericoli. Chelsea ricorda quando dovette dire addio alla madre morente. Fingendosi la moglie di Ray, Lola viene a sapere dalla società di noleggio auto dove alloggia.
Josh Levine atterra a Queenstown perché il proprietario del negozio di giochi sessuali ha sporto denuncia, identificando Chelsea come una delle rapinatrici. Lola cattura Ray e vuole che la conduca al nascondiglio in cui ha messo la pistola. Lungo il tragitto sono fermati da una pattuglia perché stanno guidando un veicolo di cui è stato denunciato il furto, con Ray che stordisce il poliziotto e fugge a bordo della volante, dicendo a Lola che non è lui il cattivo. Intanto, il proprietario del negozio e un suo compare arrivano nel motel in cui Chelsea sta sorvegliando Will. Quest'ultimo finge di essere il solo ospite, mentre Chelsea è nascosta sotto le scale, ma proprio in quel momento Lola le sta telefonando e il negoziante sente la vibrazione del cellulare. In qualche modo Chelsea e Will riescono a mettere k.o. i due uomini, sentendo che la loro intesa sta crescendo.
Interrogando nuovamente il negoziante, Levine viene a sapere che a Chelsea e Lola si è aggiunto un terzo uomo. Recuperata la pistola dal suo nascondiglio, Ray incontra Morrison e pretende assicurazioni sull'aver procurato le nuove identità alla moglie e ai figli. Lamentando di essere diventato un poliziotto corrotto a causa sua, Ray consegna la pistola a Morrison sotto gli occhi di Lola che sta assistendo alla scena defilata. Mentre si sta dirigendo verso la propria sponda del ponte, Ray è accoltellato alle spalle dallo sgherro di Morrison e gettato di sotto. Chelsea chiede a Will come mai teneva così tanto a recuperare la pistola di Morrison. Lola accoglie David in aeroporto, ma mentre sta pagando il parcheggio è avvicinata da Vincent, il quale ha seguito il figlio dalla Thailandia e vuole regolare i conti.

## Episodio 5
- Titolo originale: Episode 5
- Diretto da: Peter Salmon
- Scritto da: Timothy Hobart e Sarah Smith

### Trama
Levine ipotizza che siano state Lola e Chelsea a buttare Ray dal ponte. Per estinguere il debito di David, Vincent pretende 300.000 A$ e Lola telefona a Chelsea per combinare un furto in banca il mattino seguente. La detenzione aiuta Lola e David ad affrontare i conflitti irrisolti del loro passato familiare, benché il giovane non stia bene a causa di un'infezione alla ferita da proiettile. Vincent accompagna Lola in banca, minacciandola che senza il denaro farà del male al già debilitato David. Mentre Lola è dentro la banca, Will urta volontariamente la macchina di Vincent, dando modo a Lola di scappare con David e Chelsea. Levine insiste per portare Vincent in centrale a denunciare il furto della propria auto, scoprendo poi i suoi legami con la mafia thailandese e mettendolo in stato di arresto provvisorio. Morrison getta la pistola nell'oceano, ordinando al suo uomo di trovare le due donne il prima possibile.
Chelsea e Lola sentono alla radio che sono ricercate per l'omicidio di Ray. Siccome Will ha sconsigliato loro di portare David in ospedale perché altrimenti sarebbero facilmente rintracciate, Lola si rivolge all'ex fidanzato medico Cliff che non vedeva da quindici anni. Nonostante detesti ancora Lola per averlo lasciato senza dare alcuna spiegazione, Cliff accetta di curare David e ospita l'intera truppa in casa sua. Lola prova a scusarsi con Cliff, giustificando la fuga di quindici anni prima con il fatto che era stata trovata dai parenti di Jackson e temeva per l'incolumità di David. Cliff non accetta questa spiegazione e accusa Lola di aver avuto paura dei propri sentimenti. Chelsea rivela a Lola che la madre è morta di una malattia rara e questa loro avventura la sta facendo sentire viva come mai prima d'ora. Consigliata da Chelsea, Lola telefona al padre, senza sapere che si trova al comando di polizia con Levine.
Chelsea è allertata da Will che la polizia sta arrivando, interrompendo Lola che stava avendo un riavvicinamento con Cliff. Levine invita a Chelsea a tornare in sé e consegnarsi. Nello stesso momento lo sgherro di Morrison sta tenendo sotto tiro le due donne, ma il movimento dei poliziotti lo obbliga ad allontanarsi. Cliff prova a far ragionare Lola sull'opportunità di consegnarsi, ma Chelsea la spinge a proseguire la fuga perché con Will è emersa una pista interessante sui rapporti tra sua madre e Morrison. David esce di casa e si incammina verso la polizia, dando modo a Lola e Chelsea di fuggire senza essere viste. Lola è restia ad abbandonare nuovamente il figlio, ma Cliff le promette che lo terrà sotto controllo. Mentre la polizia ammanetta prima David e poi Cliff, Chelsea e Lola riescono ad allontanarsi sotto l'occhio dello sgherro di Morrison.

## Episodio 6
- Titolo originale: Episode 6
- Diretto da: Peter Templeman
- Scritto da: Timothy Hobart, John Ridley e Paddy Macrae

### Trama
Chelsea è colpita di striscio da un proiettile dello sgherro, disarmato da Lola che lo spinge contro un tronco scoperto, facendolo morire infilzato. Lola e Chelsea attraversano il fiume, venendo fermate dalla polizia che intima loro di consegnarsi. Levine si è convinto che non sono state loro a uccidere Ray, soprattutto quando Lola urla il nome di Morrison, e spintona la collega che stava per sparare alle fuggitive. Chelsea e Lola riprendono la loro fuga, mentre Levine è arrestato con l'accusa di favoreggiamento. Will raggiunge Chelsea e Lola, informandole che sua madre è a conoscenza di dove sono seppelliti i corpi degli omicidi commessi da Morrison. Costui telefona al suo sgherro, ma il cellulare è nelle mani della polizia. Will si scusa con Chelsea per il pericolo a cui le ha esposte, scambiandosi un bacio. Levine si libera del poliziotto incaricato di condurlo all'aeroporto.
La madre di Will racconta che suo marito Harry era socio in affari di Morrison nell'importazione di droga. Un giorno Morrison uccise un poliziotto che gli dava la caccia e sua moglie, ricattando Harry per tenere nascosto il duplice omicidio; Harry tenne la pistola come prova con cui ricattare Morrison. Lola abbandona Chelsea a una pompa di benzina perché si era segretamente accordata con il padre dell'amica per riconsegnargliela, avendo valutato opportuno che faccia gli esami per scoprire se ha ereditato la malattia della madre. Will sente la madre parlare al telefono con Morrison, disposta a vendergli le due donne in cambio della sicurezza del figlio. Lola torna alla baita di Will, iniziando a scavare una buca; anche Will arriva alla baita per recuperare il fucile, ma sull'uscio è colpito da Morrison. Quest'ultimo vuole ovviamente eliminare anche Lola, ma alle sue spalle arriva Chelsea che uccide il gangster con un fucile.
La polizia accorre alla baita, con Levine a bordo della volante del poliziotto sequestrato. Intente a prestare soccorso a Will, Chelsea e Lola sono accerchiate dalla polizia e stavolta non hanno vie di fuga. Dopo aver fatto uscire Will in modo che venga curato, Lola giunge alla conclusione che consegnandosi alla polizia saranno sicuramente considerate colpevoli, non avendo trovato i cadaveri che avrebbero inchiodato Morrison. Alla baita giunge Levine che si offre di fare da mediatore, ma Lola si arrende al proprio destino e rifiuta di consegnarsi, anche se l'unica possibilità è essere uccise. Mentre i poliziotti si avvicinano alla baita per sparare, Lola confida a Chelsea che se avesse una figlia la vorrebbe forte come lei, dopodiché prende la decisione di mettere fine alla loro fuga e consegnarsi.